# Piton de la Fournaise
Piton de la Fournaise je jedna z největších a nejaktivnějších sopek na světě, která se nachází na francouzském ostrově Réunion v Indickém oceáně východně od ostrova Madagaskar. Sopka je na ostrově známa pod označením le Volcan. Jedná se o největší turistickou atrakci na ostrově.
Sopka se tyčí do výšky 2 631 metrů nad mořskou hladinu. Typově se jedná o štítovou sopku, která vznikla opakujícím se výlevem málo viskózní lávy nad horkou skvrnou pod Indickým oceánem. Sopka je aktivní minimálně 530 000 let a byla doplňována sopečnou činností štítové sopky Piton des Neiges, která je i nejvyšší horou ostrova. Dnes je tato sopka neaktivní.
Sopka nemá tradiční sopouch, ale vlivem sesouvání celé sopky východním směrem došlo ke vzniku tří kalder (Mafate, Salazie a Cilaos) a to přibližně před 250 000 lety, 65 000 lety a 5 000 lety. Kužel vysoký 400 metrů je situován doprostřed nejmladší kaldery, která nese jméno Caldera de l´Enclos Fouque. Ve vrcholu kužele se nalézají dva krátery pojmenované Bory a větší Dolomieu, ve kterých probíhá většina současných erupcí (ale je zde možno objevit množství menších kráterů). Svahy sopky jsou hustě zalesněny. Kráter Dolomieu byl pojmenován po francouzském mineralogovi D. G. de Dolomieu.

## Erupce

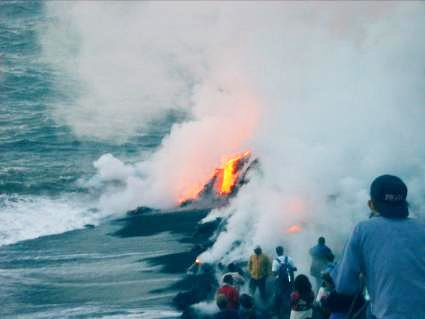
Střet žhavé lávy s mořskou vodou

Od 17. století je zdokumentováno přes 150 erupcí produkujících proudy bazaltové lávy. Na severozápadním úbočí sopky se nachází pozorovací observatoř Bourg-Murat, která aktivitu sopky monitoruje. Byla založena roku 1978 a je spravována Institut de physique du globe de Paris. Od roku 2000 došlo na ostrově každoročně minimálně ke dvěma erupcím, v roce 2017 se tak stalo v lednu a červenci.
Sopečné erupce na ostrově probíhají formou výtoku žhavé málo viskózní lávy z magmatického krbu. Láva je velmi pohyblivá, což zapříčiňuje vznik lávových proudů, které pak rychle postupují po úbočí sopky a stékají do oceánu. Vlivem rozdílné teploty mezi žhavou lávou a mořskou vodou dochází k rychlému tuhnutí lávy a vzniku tzv. polštářové lávy, která je dobře známá i z Havajských ostrovů. Vzniklé polštáře jsou typické sklovitou strukturou na povrchu, která je způsobena rychlým ochlazením.
Lávové proudy pravidelně ničí dálnici N2, která vede pod vulkánem, při své cestě k oceánu. Silničáři musejí po zničení dálnice čekat až proud lávy vychladne a následně dálnici opětovně zprovozní, což může trvat i dlouhé měsíce, jelikož lávový proud musí vychladnout i uvnitř. Od roku 2000 je dálnice poškozována i vícekrát do roka.
Sopečná erupce se může také stát nebezpečím pro ostrovní populaci při mohutnějším proudu. V roce 1977 došlo k evakuaci vesnice Piton-Sainte-Rose před tím, než vesnici zasáhl proud lávy, který zničil několik budov. Tehdy lávový proud překročil silnici a zcela obklopil kostel. Proud se zastavil před kostelními dveřmi a postupně vychladl bez toho, aniž by poničil budovu. Po vychladnutí byla vyklizena cesta ke kostelu a kostel se opět vrátil do služby, ale pod novým názvem Notre-Dame des Laves (Panna Maria v Lávě).

## Turismus
Sopečné erupce se staly častým turistickým cílem na izolovaném ostrůvku Réunion. Turistické stezky vedou dramatickou krajinou a vyhlídková místa zaručují bezpečný pohled na dramatické erupce. Časté erupce umožňují turistům spatřit sopečnou aktivitu z bezprostřední blízkosti a vychutnat si tak nevšední zážitek.
Sopka je dobře přístupná pomocí sítě silnic, které jsou vybaveny turistickým zázemím (obchody, občerstvení atd.). Pěším návštěvníkům se doporučuje být v dobré psychické kondici s kvalitní obuví a s dostatečnou zásobou vody a jídla. Teoreticky by se mohlo stát, že sopečná erupce odřízne návštěvníka na vyšším místě. Také náhlé změny počasí nejsou na ostrově výjimkou.
Nejlepší cestou, jak si prohlédnout vulkán, je soukromá vyhlídka vrtulníkem, kterou na ostrově provozuje několik firem. V oblasti je možné zhlédnout naučnou expozici Maison de la Volcan v Bourg Murat.